# Списак синхронизацијских студија у Србији
Ово је потпун списак студија који се баве синхронизацијом цртаних и играних филмова и серија по категоријама.

## ТВ канали

### Б92
- Б92
- Голд Диги Нет
- Лаудворкс
- Маркони
- Мириус
- О2 ТВ
- Призор
- Студио

### БК Телевизија
- Квартет Амиго
- Лаудворкс
- Метро филм
- Мириус
- Призор

### Декси ТВ
- Блу хаус
- Голд Диги Нет
- Идеограм
- Лаудворкс
- Студио
- Студио С
- Хепи Кидс

### Дечија ТВ
- Блу хаус
- Лаудворкс
- Призор
- Студио Бокс

### ЈРТ
- РТБ
- ТВНС

### Казбука/К1
- Кларион
- Лаудворкс
- Призор
- Студио С

### Канал Д
- Бозомикс
- Канал Д
- Квартет Амиго
- Маркони
- МАТ продукција
- Призор
- РТС
- Саундлајт
- ТВНС

### Картун нетворк/Картунито
- Голд диги нет
- Синкер медија
- Тик так аудио

### Курир ТВ
- Хаски Студио

### Минимакс ТВ
- Идеограм
- Квартет Амиго
- Кларион
- Лаудворкс
- Маркони
- Призор
- Сабвеј
- Суперсоник
- Студио
- Хепи

### Никелодион/Ник џуниор
- Б92
- Голд Диги Нет
- Идеограм
- Лаудворкс
- Синкер медија
- Хепи Кидс

### Пинк канали
- Блу хаус
- Идеограм
- Канал Д
- Квартет Амиго
- КиАрт
- Лаудворкс
- Мириус
- Призор
- РТС
- Саундлајт
- Студио
- Студио 3000
- Студио С
- Хепи

### ТВ Прва
- Аудио Визард Ем ен Ди
- Лаудворкс
- Мириус
- Призор

### РТВ
- Блу хаус
- Идеограм
- Квартет Амиго
- Лаудворкс
- Призор
- РТВ
- Хепи
- Хепи Кидс

### РТС
- Аудио Визард Ем ен Ди
- Блу хаус
- Вочаут
- Голд диги нет
- Змекс
- Канал Д
- Квартет Амиго
- КиАрт
- Лаудворкс
- Ливада Београд
- Мириус
- МАТ продукција
- Моби
- Призор
- РТС
- Саундлајт
- Студио
- Студио 3000
- Хепи

### Студио Б
- Квартет Амиго
- Идеограм
- Лаудворкс
- Призор
- Саундлајт
- Студио С

### ТВ Ултра/Мини Ултра
- Б92
- Бане Лалић
- Блу хаус
- Голд Диги Нет
- Имаго продукција
- Лаудворкс
- Мириус
- Призор
- Студио
- Хепи
- Хепи Кидс

### Хепи/ТВ Кошава
- Блу хаус
- Имаго продукција
- Квартет Амиго
- Лаудворкс
- Маркони
- Мириус
- Призор
- РТС
- Саундлајт
- Хепи

### Хепи Кидс
- Блу хаус
- Голд Диги Нет
- Идеограм
- Лаудворкс
- Саундлајт
- Студио С
- Хепи
- Хепи Кидс

## Биоскоп
- Басивити
- Блу хаус
- Бронтосаурус
- Баукова соба
- Вочаут
- Жаока
- Лаудворкс
- Ливада Београд
- Мириус
- Моби
- Саундлајт
- Соло
- Студио 3000
- Студио С
- Призор
- Студио Аудио Визард Ем ен Ди
- Хаски
- Шибица

## /
- Блу хаус
- Баукова соба
- Бозомикс
- Голд Диги Нет
- Делта Видео
- Змекс
- Идеограм
- Канал Д
- Квартет Амиго
- Киарт
- Лаудворкс
- Метро филм
- Мириус
- Маркони
- Призор
- РТС
- Саундлајт
- Студио
- Студио С
- Хепи
- Хепи Кидс